# 光白英
光白英（学名：Solanum borealisinense）为茄科茄属下的一个种。

## 扩展阅读
- 維基物種上的相關：光白英